# Calosaturnia
Calosaturnia este un gen de molii din familia Saturniidae.  Genul este inclus câteodată în Saturnia.

## Specii
- Calosaturnia albofasciata J.W. Johnson, 1938
- Calosaturnia mendocino (Behrens, 1876)
- Calosaturnia walterorum Hogue & J.W. Johnson, 1958